# Pinoquio barauna
Genre
Synonymes
- Pinocchio Huber & Carvalho, 2019 nec Mello-Leitão, 1940

Espèce
Synonymes
- Pinocchio barauna Huber & Carvalho, 2019

Pinoquio barauna, unique représentant du genre Pinoquio, est une espèce d'araignées aranéomorphes de la famille des Pholcidae.

## Distribution
Cette espèce est endémique du Rio Grande do Norte au Brésil,. Elle se rencontre à Baraúna dans la grotte Caverna Porco do Mato.

## Description
Le mâle holotype mesure 1,07 mm.

## Systématique et taxinomie
Cette espèce a été décrite sous le protonyme Pinocchio barauna par Huber et Carvalho en 2019. Pinocchio Huber & Carvalho, 2019 étant préoccupé par Pinocchio Mello-Leitão, 1940, il a été remplacé par Pinoquio par Carvalho et Huber en 2022.

## Étymologie
Son nom d'espèce lui a été donné en référence au lieu de sa découverte, Baraúna.
Ce genre est nommé en référence à Pinocchio.

## Publications originales
- Huber & Carvalho, 2019 : « Filling the gaps: descriptions of unnamed species included in the latest molecular phylogeny of Pholcidae (Araneae). » Zootaxa, no 4546(1), p. 1-96.
- Carvalho & Huber, 2022 : « A replacement name for Pinocchio Huber & Carvalho, 2019 (Araneae: Pholcidae). » Zootaxa, no 5162(1), p. 97-98.